# كراون جول (2021)
كراون جول 2021 (بالإنجليزية: Crown Jewel)‏ هو عرض مصارعة محترفة من فئة الدفع مقابل المشاهدة وهو العرض الثالث من سلسلة عروض كراون جول. عرض يوم 21 أكتوبر 2021 في مدينة الرياض في السعودية. هذا العرض هو سادس عرض تنظمه دبليو دبليو إي في المملكة العربية السعودية ضمن شراكة لمدة 10 سنوات بدعم من رؤية السعودية 2030.

## وصلات خارجية
- الموقع الرسمي